# Siganus magnificus
Siganus magnificus är en fiskart som först beskrevs av Burgess, 1977.  Siganus magnificus ingår i släktet Siganus och familjen Siganidae. IUCN kategoriserar arten globalt som livskraftig. Inga underarter finns listade i Catalogue of Life.